# Heinrich Hugo Karny
Heinrich Hugo Karny, född 7 oktober 1886 i Mödling, död 7 augusti 1937 i Graz-Kroisbach, var en österrikisk entomolog.
Karnys samling av sydeuropeiska hopprätvingar finns på Naturhistoriska riksmuseet i Stockholm. 
Auktorsnamnet H. H. Karny kan användas för Heinrich Hugo Karny i samband med ett vetenskapligt namn inom zoologin; se Wikipedia-artiklar som länkar till auktorsnamnet.